# Picea purpurea
Picea purpurea, conocida comúnmente como picea de cono púrpura (en chino, 紫果云杉; ziguo yunshan), es una pícea nativa de China.

## Distribución
Originaria de China, al sur de Gansu, el este de Qinghai y en las provincias del noroeste de Sichuan. Allí puede encontrarse creciendo en terreno montañoso, principalmente en laderas orientadas al norte a elevaciones de 2600 a 3800 m sobre el nivel de mar. Forma extensos bosques en el noroeste de Sichuan y en Mingshan.
Fue introducido en Inglaterra a comienzos del siglo XX por Ernest Wilson y Joseph Rock y usualmente crece en arboretos de Europa y América del Norte. A veces allí se lo identifica erróneamente como Picea likiangensis o se lo considera una variedad de él. Las introducciones de Wilson desde el oeste de Sichuan crecen hasta convertirse en árboles más altos y más columnares que los de las colecciones de Rock, originarios del sur de Gansu, donde el clima es más seco y frío en invierno.

## Descripción
Árbol perennifolio que puede llegar a los 50 metros de altura, con un tronco hasta 1 m de diámetro y corona piramidal. La corteza es de color gris oscuro y escamosa. Sus hojas aciculares, de sección transversal rómbica aplanada, miden entre 7 a 12 mm de largo y 1.5 a 1.8 mm de ancho, con 4 a 6 líneas estomáticas a lo largo de las superficies inferiores y ápices variables. Se distribuyen radialmente alrededor de la ramita o apretadas hacia adelante en los lados superiores, extendiéndose en el lado inferior.
Los conos de semillas (piñas) son inicialmente de color rojizo a púrpura muy oscuro, con forma elipsoide, y miden de 2.5 a 4 cm de largo y 1.7 a 3 cm de ancho. Tienen escamas de semillas con forma romboidal-ovalada, onduladas y erosionadas. Sus semillas miden cerca de 9 mm de largo con un ala marrón de manchas moradas. Los conos de polen miden de 15 a 25 mm de largo y son de color rojo. La polinización tiene lugar en abril y la semilla madura en octubre.

## Usos
La madera de alta de calidad de esta especie se utiliza para la construcción, fabricación de muebles, postes, fabricación de máquinas e instrumentos, incluidos instrumentos musicales, y en menor medida para pulpa en la fabricación industrial de, por ejemplo, papel.

## Taxonomía
Esta especie fue descrita en 1906 por el médico y botánico inglés Maxwell Tylden Masters y publicada en Journal of the Linnean Society 37: 410-424.
Investigaciones genéticas recientes indican que este taxón surgió originalmente como un híbrido homoploide entre P. wilsonii y P. likiangensis durante el Pleistoceno.
Etimología
- Picea: nombre genérico que es tomado directamente del latín pix («brea»), nombre clásico dado a un pino que producía esta sustancia.
- purpurea: epíteto derivado del color que tienen sus conos al inicio.